# Okluky
Okluky (či Okluka j. č. ž. r., dříve též Okliky) je říčka v okrese Uherské Hradiště ve Zlínském kraji, levostranný přítok řeky Moravy. Délka toku je 31,241 km. Plocha povodí měří 127,5 km².

## Název
V minulosti se horní část jeho toku po ohbí před Dolním Němčím označovala jiným názvem: Luvna (1261), Svodnica (1836-1852), Lusko (1876–1878, 1939-1945, 1951; možná souvislost s Luckou provincií). Dolní část toku nesla zase někdy pojmenování Brodska (1838, 1841-1845), později se už ale její jméno ustálilo na Okluky (1876-1878) a tento název se nakonec zaužíval pro celý tok (1956-1957).

## Průběh toku
Říčka Okluky pramení v Bílých Karpatech, na západním úbočí vrchu Lesná (696 m), v nadmořské výšce 600 m. Na počátku svého toku teče severozápadním směrem, od Dolního Němčí pak směrem západním. Protéká Horním Němčím, Slavkovem, Dolním Němčím, Hlukem, Ostrožskou Lhotou a Uherským Ostrohem, kde ústí do řeky Moravy v nadmořské výšce 178 m. Od Dolního Němčí do Uherského Ostrohu vede podél toku cyklotrasa (mezi Dolním Němčím a Ostrožskou Lhotou jde o součást tzv. Uherskohradišťské vinařské stezky).

### Větší přítoky
- levé – Zlejšovský potok (ve Slavkově), Boršický potok (za Hlukem)
- pravé – Petříkovec (v Uherském Ostrohu těsně před ústím do Moravy)

## Vodní režim
Jednoletý průtok v Dolním Němčí činí 5,2 m³/s, pod Ostrožskou Lhotou 9,3 m³/s. Stoletá voda zde dosahuje 52 resp. 78 m³/s. Záplavové území se nachází na říčních kilometrech 0,000 až 25,570 (od ústí do Moravy po obec Horní Němčí). Oblast mezi říčními kilometry 0,5 až 1,6 v místní trati Uherský Ostroh se řadí k místům častých ledových obtíží v období mrazu i tání.

## Regulace
Tok Okluk byl v obcích, kterými protéká, za komunistického režimu necitlivě regulován. Přirozený tok se zachoval v oblastech mimo obytnou zástavbu.

## Přírodní památka
Zbytek přirozeného neregulovaného koryta říčky Okluky jihozápadně od města Hluk, za soutokem s Boršickým potokem byl v roce 2002 vyhlášen přírodní památkou Okluky. Jde o jediný povrchový výchoz púchovských slínů v rámci magurského flyše v Česku, dlouhý asi 15 m, vysoký až 8 m a zaujímající plochu 0,52 ha.
Plochá niva a přilehlé svahy jihojihozápadně od Ostrožské Lhoty jsou evropsky významnou lokalitou se zastoupením křovin, trávníků, polí a břehových porostů, vyskytuje se zde také bourovec trnkový.

## Mlýny
- Stojaspalův mlýn – rybníky č.p. 105, Dolní Němčí, okres Uherské Hradiště, kulturní památka